# Истоки Москвы-реки
Истоки Москвы-реки — памятник природы регионального (областного) значения Московской области, который включает ценный в экологическом, научном и эстетическом отношении природный комплекс, а также природные объекты, нуждающиеся в особой охране для сохранения их естественного состояния:
- природный объект, играющий важную роль в поддержании гидрологического режима истока реки Москвы;
- заболоченные березовые, березово-сосновые и сосновые леса и мелколесья, низинные, переходные и верховые участки крупного болотного комплекса, еловые субнеморальные леса с участками сероольшаников и сырых лугов;
- места произрастания и обитания редких видов растений, грибов, лишайников и животных, занесенных в Красную книгу Российской Федерации и Красную книгу Московской области.

Памятник природы основан в 1988 году. Местонахождение: Московская область, Можайский городской округ, 1,2 км на юго-запад от деревни Поповка сельского поселения Замошинское. Площадь памятника природы составляет 278,91 га. Памятник природы включает квартал 55 Дровнинского участкового лесничества Бородинского лесничества.

## Описание
Территория памятника природы приурочена к восточному макросклону Смоленской возвышенности в зоне распространения грядово-холмистых, холмистых, волнистых и плоских моренных свежих и влажных равнин. Абсолютные отметки территории изменяются от 267 м над уровнем моря (урез воды русла реки Москвы в северной части памятника природы) до 277 м над уровнем моря (на борту котловины в северо-западной оконечности памятника природы). Кровля дочетвертичных отложений местности представлена карбоновыми известняками и доломитами с прослоями мергелей.
Памятник природы включает расширенный заболоченный участок (болотную котловину) древней ложбины стока, в пределах которой сформировались истоки рек Москвы и Протвы. Древняя ложбина стока, образовавшаяся в окружении холмистых и волнистых поверхностей моренной равнины, протянулась с юго- востока на северо-запад. Днище котловины, в пределах которой образовалось Старьковское болото, дающее начало реке Москве, имеет протяженность 2—2,5 км и ширину 0,8—1 км. Поверхности заболоченного днища котловины сложены озерно-болотными отложениями (глинами, суглинками, супесями и песками), перекрытыми торфяной толщей. Уклоны поверхностей территории по большей части составляют 1-2 градуса. На заболоченных участках памятника природы образовались многочисленные наноформы биогенного рельефа — растительные кочки и приствольные повышения (высотой до 30—50 см), искори с диаметром корневищ около 2-3 м, стволы упавших деревьев.
Западная и восточная оконечности памятника природы включают фрагменты бортов древней ложбины стока. Поверхности бортов сложены покровными суглинками и супесями или водноледниковыми отложениями. Левый борт ложбины в северо-западной оконечности памятника природы преобразован антропогенными формами рельефа. Здесь распространены округлые ямы с диаметром около 3—4 м, глубиной от 0,5 до 2—4 м, слабовыраженные микроложбины глубиной до 0,5 м, шириной не более 1 м. Также встречаются навалы грунта, протяженностью до нескольких метров.
Гидрологический сток на территории памятника природы направлен в реку Москву (левый приток реки Оки), за исключением его юго-западной окраины, где сток направлен на юг в реку Добрею (бассейн реки Угры). Комплекс переходных, низинных и верховых болот памятника природы преобразован мелиорацией прошлых лет. Русло реки Москвы канализировано. Система мелиоративных каналов и канав покрывает около четверти площади памятника природы в его центральной и северной частях. Образованная сеть дренажных водотоков залегает перпендикулярно субмеридиональному канализированному руслу реки Москвы. Протяженность каналов изменяется в границах территории от 150 до 250 м и более, ширина водотоков — 3—15 м. По окраине болотного массива проложены канавы шириной 1—3 м. Длина канав — до 1 км и более.
Почвенный покров памятника природы образован преимущественно комплексом почв заболоченных территорий: торфяными эутрофными, торфяными олиготрофными, перегнойно-глеевыми и гумусово-глеевыми почвами. На бортах ложбины встречаются дерново-подзолы, дерново-подзолы глеевые, дерново- подзолистые и дерново-подзолисто-глеевые почвы.

### Флора и растительность
Преобладающими типами сообществ на территории памятника природы являются заболоченные хвойные и мелколиственные леса и мелколесья, низинные, переходные и верховые участки крупного болотного комплекса, еловые субнеморальные леса с участками сероольшаников и сырых лугов по опушкам и прогалинам.
Участки леса, граничащие на западе со Стариковским болотом, представлены еловыми, березово-еловыми и еловыми с сосной и березой субнеморальными травяно-папоротниковыми средне- и старовозрастными насаждениями, местами загущенными кислично-редкотравными. Ель участвует в первом, втором древесном ярусе и подросте. Местами растут старые сосны, осины и березы до 50—55 см в диаметре. В подросте кроме ели обильна рябина. Типичными видами этих лесов выступают таёжные виды: кислица обыкновенная, черника, ожика волосистая, майник двулистный, ортилия однобокая, вейник тростниковидный, грушанка круглолистная, а также папоротники: кочедыжник женский, щитовники мужской и картузианский, голокучник Линнея. Кроме этих видов здесь довольно часто встречается подлесник европейский (занесен в Красную книгу Московской области).
В более влажных местообитаниях развиты участки ельников папоротниково-чернично-зеленомошных с участками сфагновых мхов в западинах, с кислицей, седмичником европейским, плаунами булавовидным (редкий и уязвимый вид, не включенный в Красную книгу Московской области, но нуждающийся на её территории в постоянном контроле и наблюдении) и годичным, вероникой лекарственной, ортилией однобокой, фегоптерисом связывающим, живучкой ползучей, зелеными таёжными лесными и долгими мхами и влажнотравьем: сивцом луговым, лапчаткой прямостоячей, щучкой дернистой, фиалкой лысой, гравилатом речным, лютиком ползучим, бодяком разнолистным, вербейником монетчатым, скердой болотной.
Прогалины в еловых лесах зарастают подростом ольхи серой, крапивой, таволгой вязолистной, лютиком ползучим, живучкой ползучей, вербейником обыкновенным, хвощом лесным, овсяницей гигантской. Изредка здесь встречается колокольчик широколистный (редкий и уязвимый вид, не включенный в Красную книгу Московской области, но нуждающийся на её территории в постоянном контроле и наблюдении).
Небольшие площади в северной и юго-западной частях памятника природы занимают средне- и старовозрастные сосновые леса (диаметр стволов 25—27 см) с участием березы (диаметр стволов 15—20 см) и березово-сосновые кустарничковые зеленомошные сообщества с участками сфагновых в понижениях, сформировавшие свой современный облик в результате мелиоративных преобразований. В них имеется подрост ели высотой от 1 до 8 м. Кустарничковый ярус образован видами верховых болот — багульником болотным и миртом болотным, обильна черника, местами — голубика и брусника. Между кустарничками сохранилась пушица влагалищная.
На лесных опушках и прогалинах развиты низинные влажнотравно-разнотравно-вейниковые низинные луга с буквицей, лапчаткой калганом, геранью болотной. Здесь постоянны осоки чёрная, бледноватая и заячья, вербейник обыкновенный, таволга вязолистная, лютик едкий, горицвет кукушкин, марьянник дубравный, щучка дернистая, василистник светлый, валериана лекарственная, зверобой пятнистый, гирча тминолистная, купальница европейская, любка двулистная и пальчатокоренник мясо-красный (последние три — редкие и уязвимые виды, не включенные в Красную книгу Московской области, но нуждающиеся на её территории в постоянном контроле и наблюдении).
По мелиоративной заболоченной канаве вдоль грунтовой дороги между лесами и болотом растут кустарниковые ивы (пепельная и пятитычинковая), ива козья, ольха серая, манник плавающий, осоки острая и пузырчатая, камыш лесной, череда трехраздельная и ежеголовник прямой.
Между лесами и территорией Старьковского болота проложены неширокие дренажные канавы, по краям которых на отвалах грунта растут березы и молодые ели. Разреженные серовейниковые средневозрастные березняки между канавами и осушенным массивом болота чередуются с низинными серовейниковыми болотами, пересеченными узкими протоками. Здесь на березе найден редкий лишайник, занесенный в Красную книгу Московской области — уснея почти цветущая.
По окраинам болота и полосы березово-осиновых влажнотравных и влажнотравно-серовейниковых лесов местами имеются участки низинных заболоченных лугов с группами ивы пепельной, хвощем лесным, вейником сероватым, щучкой дернистой, таволгой вязолистной, ситником раскидистым, геранью болотной, сивцом луговым, полевицей собачьей, вербейником обыкновенным, щавелем конским, бодяком разнолистным, кочедыжником женским.
По долине ручья в юго-западной части памятника природы развиты сероолыпаники влажнотравные с таволгой, крапивой, гравилатом речным.
Заболоченные молодые леса и мелколесья сформировались на крупном Старьковском болоте после его осушения. Это пятна или полосы невысоких загущенных березовых, сосново-березовых и березово-сосновых сообществ с подростом березы, сосны (до 20 лет), местами — ивы козьей, ели и осины кустарничковых, пушицево-кустарничковых и пушицевых сфагновых, долгомошно-сфагновых и долгомошных, местами почти мертвопокровных с довольно крупными старыми кочками. На кочках растут черника, брусника, политриховые (долгие) мхи и лишайники (виды кладонии). Над невысокими (от 3—4 и до 8—10 м) деревцами с диаметром стволиков 5—10 (15) см изредка возвышаются сохранившиеся сосны, как живые, так и сухие с диаметром стволов 20—25 см, реже березы. На стволах таких берез растут лишайники — эверния многообразная и гипогимния вздутая. Кустарнички представлены багульником болотным, миртом болотным, брусникой, голубикой и черникой, клюквой болотной, на некоторых участках есть подбел многолистный, ситник нитевидный, осоки чёрная и шаровидная. Часто один из видов кустарничков образует крупную однородную группу — встречаются заросли голубики, или черники, или только брусники.
Участки болот переходного типа — сабельниково-серовейниково-сфагновые и осоково-серовейниково-сфагновые с осоками волосистоплодной, вздутой и чёрной, группами болотных кустарничков (клюква болотная, мирт болотный, подбел многолистный) представлены в основном на окраинах Старьковского болота, в западной и южной частях территории. На этих болотах растут единичные невысокие березы, ива пепельная, крушина ломкая, вахта трехлистная, осока чёрная, изредка встречаются пальчатокоренники Траунштейнера и длиннолистный, или балтийский (оба вида занесены в Красную книгу Московской области, а пальчатокоренник длиннолистный — и в Красную книгу Российской Федерации). Здесь группами растут ива пепельная и ушастая. В некоторых частях болотного комплекса есть участки осоково-серовейниково¬сфагновых, вахтово-сфагновых, сабельниково-сфагновых и пушицевых болот с ивой пепельной, щитовником гребенчатым, вербейником обыкновенным и осокой чёрной, зарастающих подростом березы.
Через центральную часть Старьковского болота проложены мелиоративные каналы разной ширины, зарастающие по краям сфагновыми мхами, пушицей влагалищной, осокой вздутой, белокрыльником болотным и сабельником болотным. Наиболее сформированная сплавина образована сабельником болотным, осокой вздутой, белокрыльником болотным, зюзником европейским, вербейником обыкновенным, тиселинумом болотным, вейником сероватым, пушицей влагалищной, рогозом широколистным (изредка), тростником южным и сфагновыми мхами. На такой сплавине растут невысокие группы ивы пепельной. В некоторых протоках обитает пузырчатка малая — редкий вид, занесенный в Красную книгу Московской области.
С широкими сплавинами на месте мелиоративных каналов в северной части болота чередуются молодые березняки крушиновые сфагново-долгомошные с подростом ели и плауном годичным и березово-сосновые и сосновые пушицево-сфагновые с болотными кустарничками мелколесья.
Низинные болота распространены в основном в северной и северо-восточной частях Старьковского болотного комплекса, где в виде протоки выражено русло реки Москвы, и представлены тростниковыми, таволгово-серовейниковыми с сабельником и осоками пузырчатой и вздутой, хвощево-осоковыми и рогозовыми с ивой пепельной и подростом березы пушистой. Через переходное болото в южной половине памятника природы проходит ложбина с низинными болотами, небольшой участок низинного болота есть и в юго-западной части территории.
В воде центральной протоки растут пузырчатка обыкновенная и водокрас лягушачий.

### Фауна
Частичное осушение Старьковского болота привело к серьёзной трансформации представленных здесь биотопов, что не могло не сказаться на фауне и животном населении данной территории: в настоящее время значительные по площади осушенные участки болота, поросшие низкорослым березняком, населяют виды, экологически связанные лесными биотопами, при этом численность и видовое разнообразие позвоночных животных здесь существенно ниже, чем в естественных лесных экосистемах. Виды, характерные для водно-болотных угодий, сконцентрированы на сохранившейся части болота, мелиоративных канавах и по берегам реки Москвы.
Основу фаунистического комплекса наземных позвоночных животных памятника природы составляют виды, экологически связанные с древесно-кустарниковой растительностью.
На территории памятника природы отмечено обитание 35 видов наземных позвоночных животных, в том числе три вида амфибий, 22 вида птиц и 10 видов млекопитающих.
В границах памятника природы можно выделить три основных зоокомплекса (зооформации): зооформацию мелколиственных лесов, зооформацию хвойных лесов и зооформацию водно-болотных угодий.
Наибольшее распространение в настоящее время на территории памятника природы имеет зооформация мелколиственных лесов. Наиболее типичными обитателями этих сообществ являются малая лесная мышь, чёрный дрозд, крапивник, пеночка-трещотка, славка-черноголовка, зелёная пересмешка, мухоловка-пеструшка, обыкновенная лазоревка, длиннохвостая и большая синицы.
Зооформация хвойных лесов представлена более локально, поскольку сосняки и ельники произрастают на территории памятника природы относительно небольшими участками в основном по его периферии. Здесь обычны ворон, сойка, пухляк, желна, большой пестрый дятел, рябчик. Преимущественно по разреженным участкам и окраинам сосняков отмечается глухарь.
Во всех залесенных местообитаниях (в том числе и на участках осушенного болота) встречается обыкновенная бурозубка, рыжая полевка, лесная куница, ласка, лось, кабан, зяблик, пищуха, рябинник; по опушкам — обыкновенная лисица, заяц-беляк, обыкновенная сорока и чеглок; здесь наиболее обычны травяная и остромордая лягушки.
Водно-болотные местообитания характеризуются ограниченным видовым составом наземных позвоночных животных, однако, именно в пределах этих местообитаний встречается охраняемый в области серый журавль (вид, занесенный в Красную книгу Московской области). Типичными представителями зооформации является речной бобр (следы его жизнедеятельности в околоводных местообитаниях встречаются повсеместно), ондатра, водяная полевка; в обводненных мелиоративных канавах периодически отмечается кряква. Здесь же, в канавах обитают прудовые лягушки.

## Объекты особой охраны памятника природы
Охраняемые экосистемы: заболоченные березовые, березово-сосновые и сосновые леса и мелколесья кустарничково-сфагновые и пушицево-сфагновые, низинные, переходные и верховые участки крупного болотного комплекса, еловые субнеморальные леса с участками сероолыпаников и сырых лугов по опушкам и прогалинам.
Природный объект, играющий важную роль в поддержании гидрологического режима истока реки Москвы — Стариковское болото.
Места произрастания и обитания охраняемых в Московской области, а также иных редких и уязвимых видов растений, грибов, лишайников и животных, зафиксированных на территории памятника природы, перечисленных ниже, а также глухаря.
Охраняемые в Московской области, а также иные редкие и уязвимые виды растений:
- виды, занесенные в Красную книгу Российской Федерации и Красную книгу Московской области: пальчатокоренник длиннолистный, или балтийский;
- виды, занесенные в Красную книгу Московской области: пальчатокоренник Траунштейнера, подлесник европейский, пузырчатка малая;
- редкие и уязвимые виды, не включенные в Красную книгу Московской области, но нуждающиеся на территории области в постоянном контроле и наблюдении: купальница европейская, плаун булавовидный, колокольчик широколистный, любка двулистная, пальчатокоренник мясо-красный.

Охраняемые в Московской области, а также иные редкие и уязвимые виды грибов (виды, занесенные в Красную книгу Московской области): березовик розовеющий.
Охраняемые в Московской области, а также иные редкие и уязвимые виды лишайников (виды, занесенные в Красную книгу Московской области): уснея почти цветущая.
Охраняемые в Московской области, а также иные редкие и уязвимые виды животных (виды, занесённые в Красную книгу Московской области): серый журавль.